# Maxwell Gyamfi
Maxwell Gyamfi (* 18. Januar 2000 in Dortmund) ist ein deutscher Fußballspieler.

## Werdegang
Maxwell Gyamfi stammt aus Dortmund und hat ghanaische Wurzeln. Er begann 2006 im Alter von sechs Jahren mit dem Fußballspielen beim Dortmunder Vorortverein DJK TuS Dortmund Körne, bevor er 2011 in die Jugendabteilung von Borussia Dortmund wechselte. Dort blieb er drei Jahre lang bis 2014. Nachdem er anschließend zunächst ein Jahr in der Jugend des Westfalenligisten Hombrucher SV gespielt hatte, nahm ihn 2015 der FC Schalke 04 in seine Nachwuchsabteilung auf. Dort spielte er in der U16 und in der U17, ehe er im Dezember 2016 den Verein wieder verließ und zunächst erneut zum Hombrucher SV zurückkehrte. Im Sommer 2017 nahm ihn der VfL Bochum in seine U19 auf, für die er in der Folge zwei Jahre lang spielte.
Zur Saison 2019/20 erhielt Gyamfi beim VfL Bochum einen Profivertrag für eine Spielzeit und rückte in den Kader der ersten Mannschaft in der 2. Bundesliga auf. Zu Saisonbeginn saß er bei vier Zweitliga-Partien auf der Ersatzbank, ohne zum Einsatz zu kommen, schaffte es jedoch anschließend bis zum Ende der Saison nicht mehr in den Spieltagskader. Nach Saisonende verließ er daraufhin den Verein und schloss sich stattdessen nach kurzzeitiger Vereinslosigkeit im August 2020 dem Hamburger SV an, der ihn für seine zweite Mannschaft in der Regionalliga Nord unter Vertrag nahm. Nachdem er dort in seiner ersten Saison nur zweimal zum Einsatz gekommen war, konnte er sich jedoch in der anschließenden Spielzeit 2021/22 als Stammspieler durchsetzen und wurde Mannschaftskapitän.
Im Sommer 2022 verpflichtete ihn der Drittligist VfL Osnabrück, wo er zu Beginn der folgenden Saison 2022/23 daraufhin sein Profiliga-Debüt feiern und sich als Stammspieler durchsetzen konnte. Gemeinsam mit Timo Beermann bildete er das Stammduo in der Innenverteidigung und konnte am Saisonende als Tabellen-Dritter den Aufstieg in die 2. Bundesliga feiern. In Vertretung für den verletzten Kapitän Beermann führte er die Mannschaft über einen Großteil der anschließenden Zweitligasaison als Mannschaftskapitän aufs Feld, stieg mit ihr am Saisonende jedoch wieder ab. Im Sommer 2025 verließ er Osnabrück und wechselte zum 1. FC Kaiserslautern.

## Erfolge
- Aufstieg in die 2. Bundesliga: 2023 mit dem VfL Osnabrück
- Niedersachsenpokalsieger: 2023 mit dem VfL Osnabrück